# Надь, Геза (шахматист)
Геза Надь (венг. Nagy Géza; 29 декабря 1892, Шаторальяуйхей, Австро-Венгрия — 13 августа 1953, Капошвар, ВНР) — венгерский шахматист, международный мастер (1950).
Чемпион Венгрии 1924 года. В составе сборной Венгрии дважды побеждал на шахматных олимпиадах: в 1927 и в 1928 годах. 
Лучшие результаты в международных турнирах: Дьёр (1924) — 1-е; Будапешт (1926) — 6-е.